# Asemus Beach
Der Asemus Beach (englisch; bulgarisch бряг Асемус brjag Assemus) ist ein im antarktischen Sommer schneefreier und 2,2 km langer Strand von Robert Island im Archipel der Südlichen Shetlandinseln. Er liegt am Nordwestufer der Mitchell Cove. Begrenzt wird er im Südwesten durch den Debelyanov Point, dem hügeligen Hinterland der Alfatar-Halbinsel im Nordwesten und dem Divotino Point im Nordosten.
Britische Wissenschaftler kartierten ihn 1968, chilenische 1971, argentinische 1980 und bulgarische 2009. Die bulgarische Kommission für Antarktische Geographische Namen benannte ihn 2010 nach der antiken Römersiedlung Asemus im Norden Bulgariens.